# 5431 Максінгелін
5431 Максінгелін (5431 Maxinehelin) — астероїд головного поясу, відкритий 19 червня 1988 року.
Тіссеранів параметр щодо Юпітера — 3,423.